# La macchina della fortuna
La macchina della fortuna (The Luck Machine) è un romanzo di fantascienza dello scrittore britannico E. C. Tubb.
È stato tradotto in italiano nello stesso anno per Arnoldo Mondadori Editore nella collana Urania.
Nell'opera, l'autore ipotizza come la fortuna non sia un elemento aleatorio bensì un fattore, dell'esistenza umana, che possa essere modificato per mezzo di una macchina.

## Edizioni
- E. C. Tubb, La macchina della fortuna, collana Urania, Arnoldo Mondadori Editore, 1980.